# Hans Hartl
Hans Hartl (n. 16 august 1913, Brașov - d. 22 decembrie 1990, Starnberg, Germania) a fost un scriitor și publicist german, originar din Transilvania.
A studiat în perioada 1932-1935 la Berlin. 
În perioada 1937-1944 a fost redactor la ziarul Siebenbürgisch-Deutsches Tageblatt, un timp și ca reporter pe frontul de est. 
A fost șef („Chef von Dienst“) al publicației național-socialiste „Suedostdeutsche Tageszeitung“, organ al Grupului Etnic German.
A plecat din România prin Austria și s-a stabilit în Germania, inițial în Starnberg.
Din 1952 a lucrat ca jurnalist la München. A fost membru fondator al societății Südosteuropa Gesellschaft din München, responsabil pentru Internationale Hochschulwochen A fost redactor la publicația Südosteuropa-Mitteilungen.

## Scrieri
- Ich sah das rote Rußland, 1937
- Spanien, 1938/39
- Hermann Oberth, Vorkämpfer der Raumfahrt, 1958
- Das Schicksal des Deutschtums in Rumänien, Würzburg, 1958
- Fünfzig Jahre sowjetische Deutschlandpolitik (Hans Hartl și Werner Marx), editura Boldt, Boppard am Rhein, 1967.
- Nationalismus in Rot : die patriotischen Wandlungen des Kommunismus in Südosteuropa, Editura Seewald, Stuttgart-Degerloch, 1968.
- Nationalitätenprobleme im heutigen Südosteuropa, Editura Oldenbourg, München, 1973
- Der "einige" und "unabhängige" Balkan : zur Geschichte einer politischen Vision, Editura Oldenbourg, München, 1977.
- Die zeitgenössischen Literaturen Südosteuropas, Südosteuropa-Gesellschaft, München, 1978
- Chinesische Impressionen, 1979/80